# 2,2,3-trimethylbutaan
2,2,3-trimethylbutaan of triptaan is een organische verbinding met als brutoformule C7H16. Het is een structuurisomeer van n-heptaan. De stof komt voor als een kleurloze ontvlambare vloeistof, die onoplosbaar is in water.
2,2,3-trimethylbutaan wordt gebruikt als antiklopmiddel in brandstoffen voor vliegtuigen.